# Cantonul Bar-sur-Seine
Cantonul Bar-sur-Seine este un canton din arondismentul Troyes, departamentul Aube, regiunea Champagne-Ardenne, Franța.

## Comune
| Comune                  | Populație (1999) | Cod poștal | Cod INSEE |
| ----------------------- | ---------------- | ---------- | --------- |
| Bar-sur-Seine           | 3.330            | 10110      | 10034     |
| Bourguignons            | 282              | 10110      | 10055     |
| Briel-sur-Barse         | 170              | 10140      | 10062     |
| Buxeuil                 | 145              | 10110      | 10068     |
| Chappes                 | 291              | 10260      | 10083     |
| Chauffour-lès-Bailly    | 109              | 10110      | 10092     |
| Courtenot               | 220              | 10260      | 10109     |
| Fouchères               | 469              | 10260      | 10158     |
| Fralignes               | 71               | 10110      | 10159     |
| Jully-sur-Sarce         | 293              | 10260      | 10181     |
| Marolles-lès-Bailly     | 113              | 10110      | 10226     |
| Merrey-sur-Arce         | 323              | 10110      | 10232     |
| Poligny                 | 57               | 10110      | 10294     |
| Rumilly-lès-Vaudes      | 466              | 10260      | 10331     |
| Saint-Parres-lès-Vaudes | 972              | 10260      | 10358     |
| Vaudes                  | 591              | 10260      | 10399     |
| Villemorien             | 188              | 10110      | 10418     |
| Villemoyenne            | 651              | 10260      | 10419     |
| Ville-sur-Arce          | 248              | 10110      | 10427     |
| Villiers-sous-Praslin   | 67               | 10210      | 10432     |
| Villy-en-Trodes         | 199              | 10140      | 10433     |
| Virey-sous-Bar          | 662              | 10260      | 10437     |